# A 2012. évi nyári olimpiai játékok közvetítőinek listája
A 2012. évi nyári olimpiai játékokat több televíziós társaság is közvetítette. A közvetítések világszinten mért zavartalanságát az Olimpiai Közvetítési Szolgálat próbálta meg zavartalanul lebonyolítani.
A hazai közvetítő a BBC volt, mely különböző csatornákon az olimpia mind az 5000 óráját elérhetővé tette a nagyközönség számára.
Az Egyesült Államokban újra az NBC szerezte meg a közvetítési jogokat, de most 32%-kal többet kellett érte fizetnie, mint a pekingi játékok közvetítési jogáért. A USA Today becslése szerint az elmúlt 4 évtizedben a közvetítési jogok díja majdnem megkétszereződött. Ausztráliában húsz év után, Barcelona óta először nem a Seven Network, hanem a Foxtel szerezte meg a jogokat.
Ázsiában, Dél-Amerikában és Európában két kábelhálózat, az ESPN és a Eurosport szerezte meg a jogokat. Mint ahogy lenni szokott, a Eurosport Európában, míg az ESPN kilenc dél-amerikai és 22 ázsiai országban teszi elérhetővé a játékok élményét. Van olyan eset is, mikor a közvetítési jogot nem közvetlenül a NOB-tól, hanem egy másik szolgáltatótól vették meg. Ez az eset a jamaicai CVM TV-vel, aki a Karib-térségben jogokat szerző Nemzetközi Médiatartalom Társaságtól szerezte meg a szükséges engedélyeket.
Magyarországon az Eurosporton kívül az MTVA (M1, M2, Duna és M3D) közvetíti az olimpiát.

## Közvetítők listája
| Terület                   | Közvetítő                                      | Ref           |
| ------------------------- | ---------------------------------------------- | ------------- |
| Amerikai Egyesült Államok | NBC                                            | [ 8 ]         |
| Argentína                 | Torneos y Competencias (TyC)                   | [ 9 ]         |
| Ausztria                  | ORF                                            | [ 10 ]        |
| Ausztrália                | Nine Network / Foxtel / 2GB                    | [ 4 ] [ 11 ]  |
| Ázsia                     | ESPN Asia / Asia-Pacific Broadcasting Union    | [ 5 ]         |
| Brazília                  | Rede Record                                    | [ 12 ]        |
| Chile                     | Televisión Nacional de Chile (TVN) / Canal 13  | [ 13 ]        |
| Dél-afrikai Köztársaság   | South African Broadcasting Corporation (SABC)  | [ 14 ]        |
| Dél-Amerika               | ESPN Latin America                             | [ 15 ]        |
| Dél-Korea                 | Seoul Broadcasting System (SBS)                | [ 16 ]        |
| Egyesült Királyság        | BBC                                            | [ 17 ]        |
| Észak-Korea               | Seoul Broadcasting System (SBS)                | [ 16 ]        |
| Európa                    | Eurosport / European Broadcasting Union        | [ 18 ] [ 19 ] |
| Fekete-Afrika             | South African Broadcasting Corporation (SABC)  | [ 14 ]        |
| Fülöp-szigetek            | Solar Entertainment Corporation                | [ 14 ]        |
| Hongkong                  | i-Cable                                        | [ 20 ]        |
| Jamaica                   | CVM Television                                 | [ 21 ]        |
| Japán                     | NHK                                            | [ 22 ]        |
| Kanada                    | CTV / Rogers Sportsnet / TSN                   | [ 23 ]        |
| Karib-térség              | International Media Content Limited (IMC)      | [ 24 ]        |
| Kína                      | China Central Television (CCTV)                | [ 25 ]        |
| Kolumbia                  | Radio Televisión Nacional de Colombia (RTVC)   | [ 26 ]        |
| Közel-Kelet               | Arab States Broadcasting Union                 | [ 27 ]        |
| Kuba                      | Cuban Institute of Radio and Television (ICRT) | [ 28 ]        |
| Latin-Amerika             | Grupo Albavisión / Terra Networks              | [ 29 ] [ 30 ] |
| Makaó                     | China Central Television (CCTV)                | [ 25 ]        |
| Magyarország              | MTVA                                           | [ 10 ]        |
| Olaszország               | Sky Italia                                     | [ 31 ]        |
| Peru                      | América Televisión                             | [ 32 ]        |
| Románia                   | Román Televízió, Dolce                         | [ 10 ] [ 33 ] |
| Spanyolország             | RTVE                                           | [ 34 ]        |
| Tajvan                    | ELTA                                           | [ 35 ]        |
| Új-Zéland                 | Sky Network Television / Prime                 | [ 36 ] [ 37 ] |
| Venezuela                 | teleSUR                                        | [ 38 ]        |